# Laelia acuta
Laelia acuta är en fjärilsart som beskrevs av Pieter Cornelius Tobias Snellen 1881. 
Laelia acuta ingår i släktet Laelia och familjen tofsspinnare. Inga underarter finns listade i Catalogue of Life.